# Rio Shinano
O rio Shinano (信濃川 Shinanogawa) é o mais longo rio do Japão. O seu nome provém do antigo nome da atual prefeitura de Nagano, mas os habitantes da região chamam-no habitualmente "rio Chikuma" (千曲川, Chikuma-gawa). Tem 367 km de comprimento e uma bacia com 11 900 km², que é a terceira em área no Japão.
O Chikuma tem origem a oeste do monte Kobushi, que se situa na fronteira entre as prefeituras de Saitama, Yamanashi e Nagano. No seu percurso para norte-noroeste passa pelas planícies de Saku, Ueda e Nagano; nesta última situa-se a cidade de Nagano. Ao entrar na prefeitura de Niigata, muda de nome para "Shinano" e corre para nordeste. Passando a planície de Tōkamachi, chega à planície de Echigo. Perto da cidade de Niigata desagua no mar do Japão.
O rio Shinano e os seus afluentes formam muitas planícies no seu curso superior e médio. Estes vales são habitados desde tempos antigos. O rio foi uma importante via de comunicação e transporte fluvial até ao século XIX.
No entanto, a planície de Echigo, a maior em toda a bacia do rio, foi uma exceção, devido às frequentes inundações. As obras para controlar o Shinano inferior começaram no século XVI e continuaram durante o período Edo. A relativa segurança permitiu o desenvolvimento de Niigata como cidade portuária, embora as inundações não se pudessem impedir por completo.
A obra mais ambiciosa foi iniciada em 1908. Em 1922 ficou completa o canal Ōkōzu (大河津分水路, o rio Shinshinano 新信濃川; shin significa "novo"), que é um segundo efluente par ao mar do Japão. A obra de construção do canal Sekiya (関屋分水路), um terceiro canal efluente, teve início em 1964 e ficou terminada em 1972. A planície de Echigo é hoje considerada a melhor área para cultivo de arroz de todo o Japão graças a estas obras.

## Cidades banhadas pelo rio Shinano
- prefeitura de Nagano
  - Saku
  - Komoro
  - Tōmi
  - Ueda
  - Chikuma
  - Nagano
  - Nakano
  - Iiyama
  - Nozawaonsen
- prefeitura de Niigata
  - Tōkamachi
  - Ojiya
  - Nagaoka
  - Sanjō
  - Kamo
  - Niigata